# Konrad Bauer
Konrad Bauer (Gelsenkirchen, 9 febbraio 1919 – Gelsenkirchen, 17 giugno 1990) è stato un aviatore tedesco. Asso della Luftwaffe, durante la seconda guerra mondiale gli vennero accreditate 57 vittorie aeree.

## Biografia

### Seconda guerra mondiale
Il 20 marzo 1943, Bauer, abbatté un Petlyakov Pe-2, ottenendo così la sua prima vittoria aerea sul fronte orientale.
Nell'aprile del 1944 fu trasferito in difesa del Reich sul fronte occidentale dove otterrà altre 39 vittorie aeree. A giugno fu assegnato al II. Sturmgruppe (2º gruppo d'assalto) del Jagdgeschwader 300 "Wilde Sau" (300º stormo caccia). Il 9 agosto, Bauer effettuò un atterraggio di emergenza mentre era ai comandi del suo Focke-Wulf Fw 190 A all'aeroporto di Griesheim in seguito ai danni ricevuti dopo un combattimento con i bombardieri Boeing B-17 Flying Fortress. In seguito alla sua 34ª vittoria aerea, il 31 ottobre, fu insignito della Croce di Cavaliere della Croce di Ferro (Ritterkreuz des Eisernen Kreuzes).

### Periodo postbellico
Dopo la guerra si unì alla nuova Luftwaffe e si ritirò con il grado di Hauptmann nel 1960.
Konrad Bauer morì all'età di 71 anni nella sua città natale, Gelsenkirchen, il 17 giugno 1990.

## Rivendicazioni di vittoria aerea
Secondo lo storico statunitense David T. Zabecki, a Bauer furono attribuite 57 vittorie aeree. Obermaier elenca anche che Bauer, delle 57 vittorie aeree rivendicate, 39 furono sul fronte occidentale, tra cui 32 bombardieri quadrimotori, e 18 sul fronte orientale. Secondo Weal, gli furono attribuite 68 vittorie aeree. Mathews e Foreman, autori di Luftwaffe Aces — Biographies and Victory Claims, effettuarono ricerche negli archivi federali tedeschi dove trovarono documenti per 38 rivendicazioni di vittorie aeree, oltre ad altre dieci non confermate. Il numero delle rivendicazioni confermate comprende 16 sul fronte orientale e 22 sul fronte occidentale, inclusi 13 bombardieri quadrimotori.